# Bernina

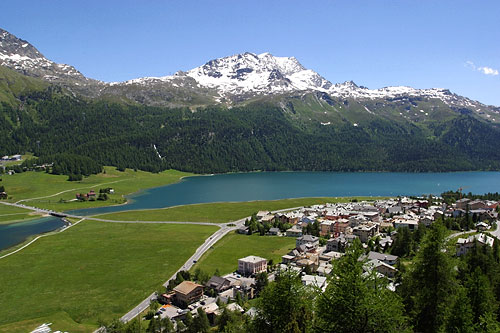
jezero Silvaplana a Piz Corvatsch

Masiv Bernina bývá někdy společně s Livigno a skupinou Sesvenna spojován do jednotného celku Rétské Alpy (Rhetian Alps). Je to vysoká a bohatě zaledněná oblast na území švýcarského kantonu Graubünden a italské provincie Sondrio. Bernina je nejvyšším pohořím Východních Alp. Zvedá se pozvolna z jihu od úrodného údolí Valtellina jako gigantický horský val a je rájem turistů a horolezců. Nejvyšším vrcholem masivu je Piz Bernina (4 049 m), který zároveň jako jediný ve Východních Alpách překračuje hranici 4 000 m, poté Piz Zupò Význam slova Bernina je dodnes nevyjasněný. Slovo Barnyna znamenalo předsíň. To bylo uváděno v r. 1429. Právě tak slovo Pernina uváděné v roce 1538 postrádá výklad významu.

## Poloha
Pohoří zaujímá plochu 1 500 km². Na severozápadní straně je určeno údolími Val Bregaglia (údolí říčky Mera) a Oberengadin (horní část Innu). Severovýchodní hranici tvoří údolí Val Bernina, sedlo Bernina Pass (2 328 m) a údolí Val Poschiavo, jižní údolí řeky Adda zvané Valtellina, západní údolí řeky Mera.

## Geologické složení
Geologické složení pohoří je složité a nejednotné. Žula je základním prvkem hlavního hřebene. Setkáme se však i s hlubinnými vyvřelými horninami jakými jsou zelený amfibol a granodiorit. Horolezecky nejzajímavější část pohoří - masiv Bergell je vystavěn z pevné a odolné žuly. Masiv Disgrazia je tvořen čtvrtohorním dioritem. Na území najdeme také vápence a slepence.

## Členění
Východ území patří opět žulovému pohoří Bregaglia. Na jih od masivu Disgrazia najdete ještě nižší nejvíce na jih vysunutou skupinu Masino (Piz Lingoncio). Centrální masiv tvořený hlavním alpským hřebenem prezentuje především vrchol Piz Bernina. V jeho okolí leží mnoho dalších vysokých štítů - Piz Roseg, Piz Zupo, Piz Argient. Východně od Berniny leží samostatně uváděná skupina Bellavista a Palü. Na tento hlavní a nejvyšší hřeben se napojuje několik menších masivů - Corvatsch (3 451 m) a Margna - Tremoggia (3 159 m). Západně od údolí Valmalenco najdeme ještě menší horský celek Scalino (Piz Scalino, 3 323 m) a Cambolo (2 900 m).

## Vodstvo a zalednění
Horstvo je významným rozvodím, odděluje dva evropské vodní systémy - řek Pádu a Dunaje. Odvodnění ze severu zajišťuje Inn (ve Švýcarsku zvaný Enn), který svými vodami napájí Dunaj a Černé moře. Jižní oblasti jsou odvodňovány řekou Adda, jež pramení nad Bormiem a u městečka Colico se vlévá do jezera Lago di Como. Následně napájí řeku Pád a Jaderské moře. Severní okraj pohoří (Horní Engadin) je oblastí bohatou na jezera - Sils (Lej da Segl), Silvaplana (Lej da Silvaplauna) a další. Jižní strana pohoří je bohatá na přírodní ledovcová jezera (Lago Scarolda (2 456 m), Lago Palü (1 921 m), i na přehradní nádrže (Lago di Alpe Gera, Lago Campomoro). Na východě území, pod sedlem Bernina Pass se rozkládá velké jezero Lago Bianco (2 234 m). Rovněž zaledněním patří Bernina na přední místo v Alpách (ledovce Morteratsch, Sella, Pers, Tschierva atd.). Největší ledovce jsou na švýcarské straně. Na italské straně jsou největšími ledovými plochami ledovce Scerscen, Fellaria, Disgrazia a další.

## Turismus
Pohoří Bernina je velmi dobře zpřístupněno řadou turistických stezek vedoucích do velkých výšek a mnoha bivaky a horskými chatami. Hlavním turistickým centrem na jihu Berniny je městečko Chiesa in Valmalenco ležící jen 13 km jižně od vrcholu Piz Bernina (o 3 000 m níže) v dolině Valmalenco. Na severu (Švýcarsko) je to Pontresina, kde je i kemp. Silniční spojení zajišťují dvě hlavní silnice : Zernez–Tirano přes sedlo Berninapass a Zernez–Chiavenna přes sedlo Malojapass (1 815 m). V oblasti Horního Engadinu je železnice (tratě Rhétské dráhy, zejména slavná Albulská a Berninská dráha) po níž jezdí mimo jiné tzv. Glacier Express a Bernina Express.

## Hlavní vrcholy

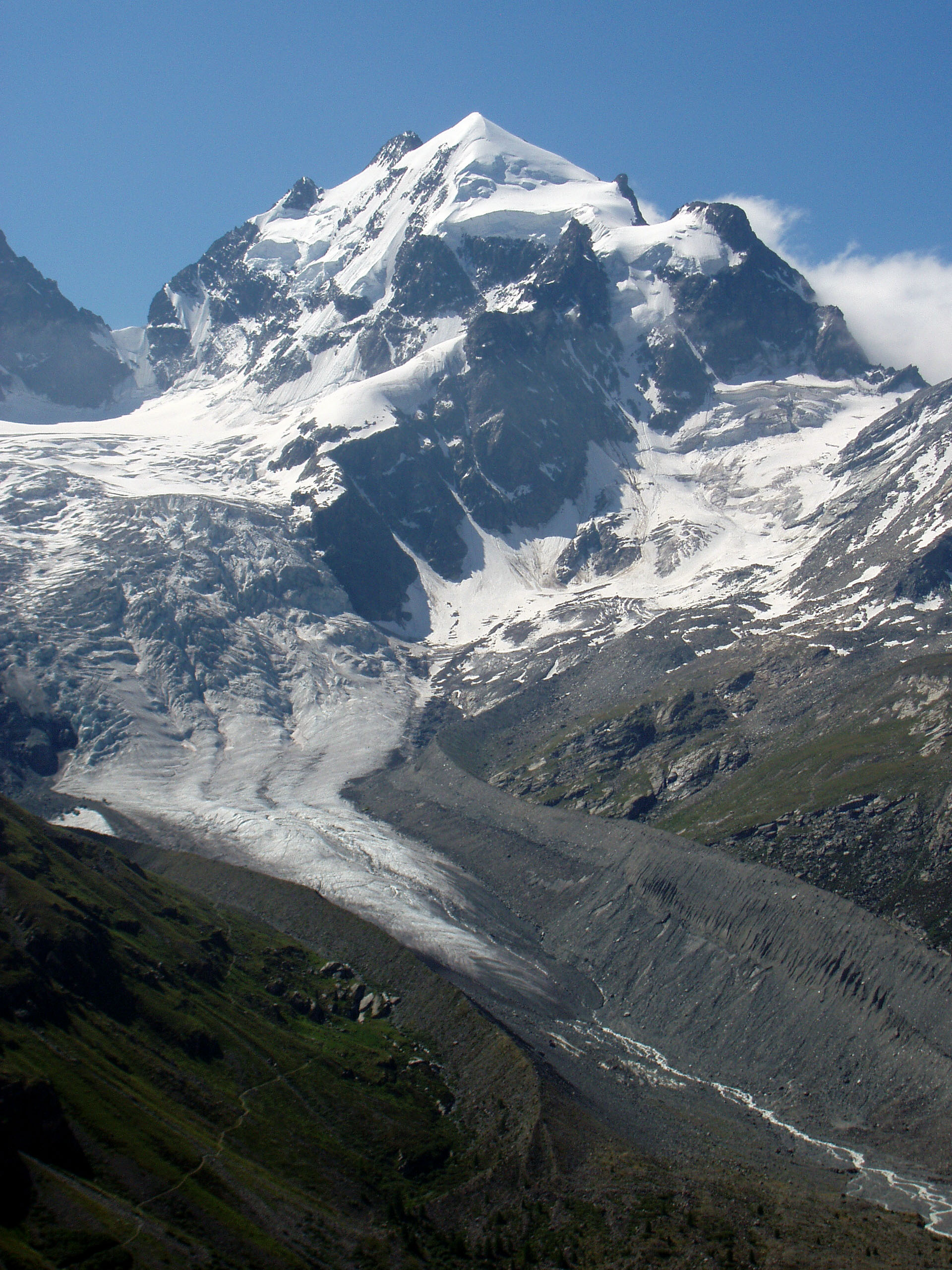
Piz Roseg

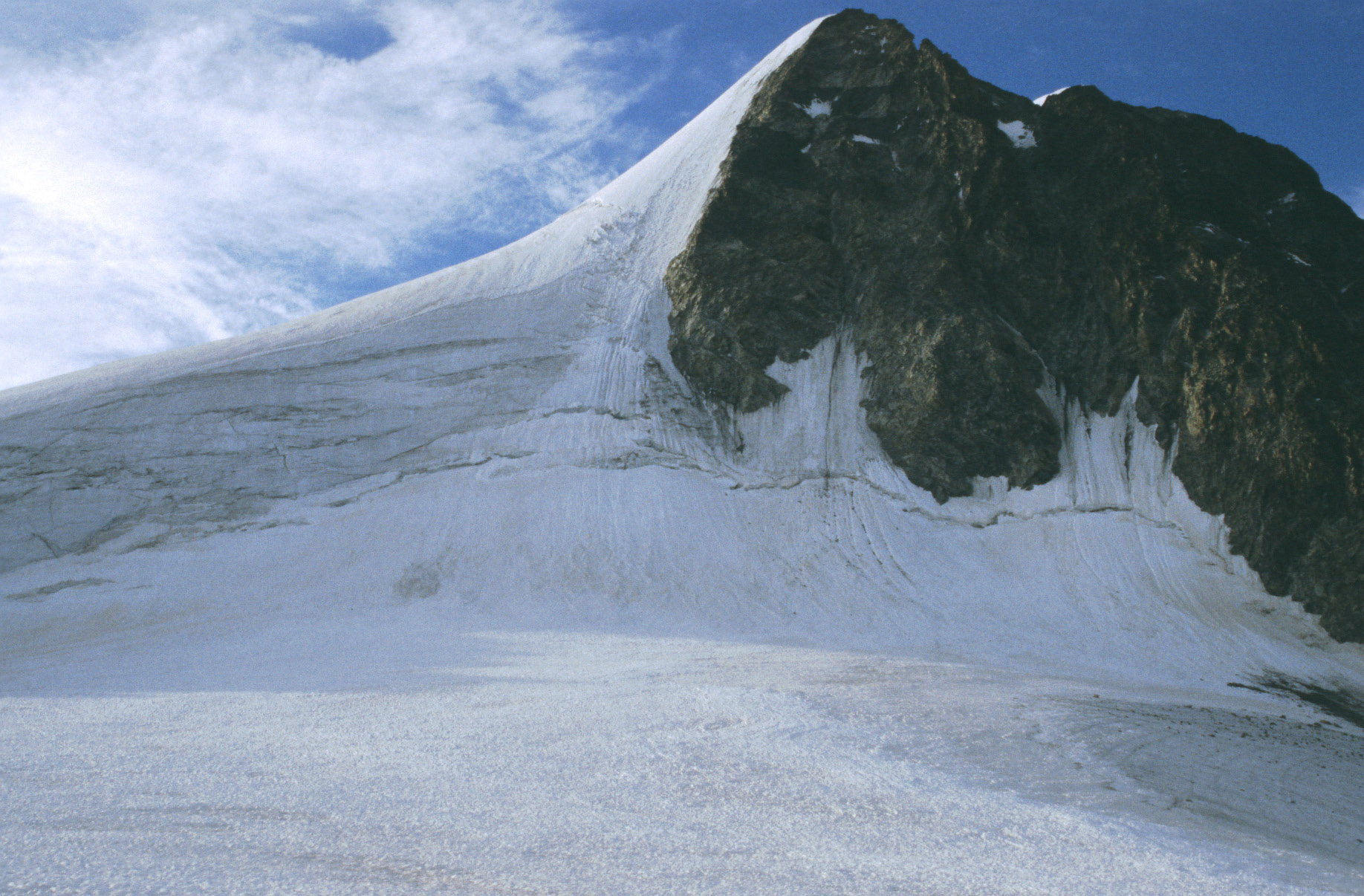
Piz Morteratsch

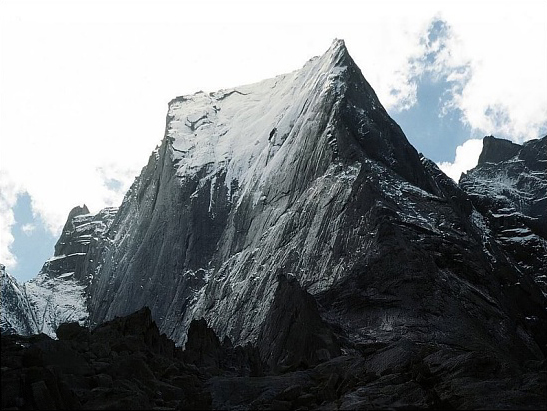
Piz Badile

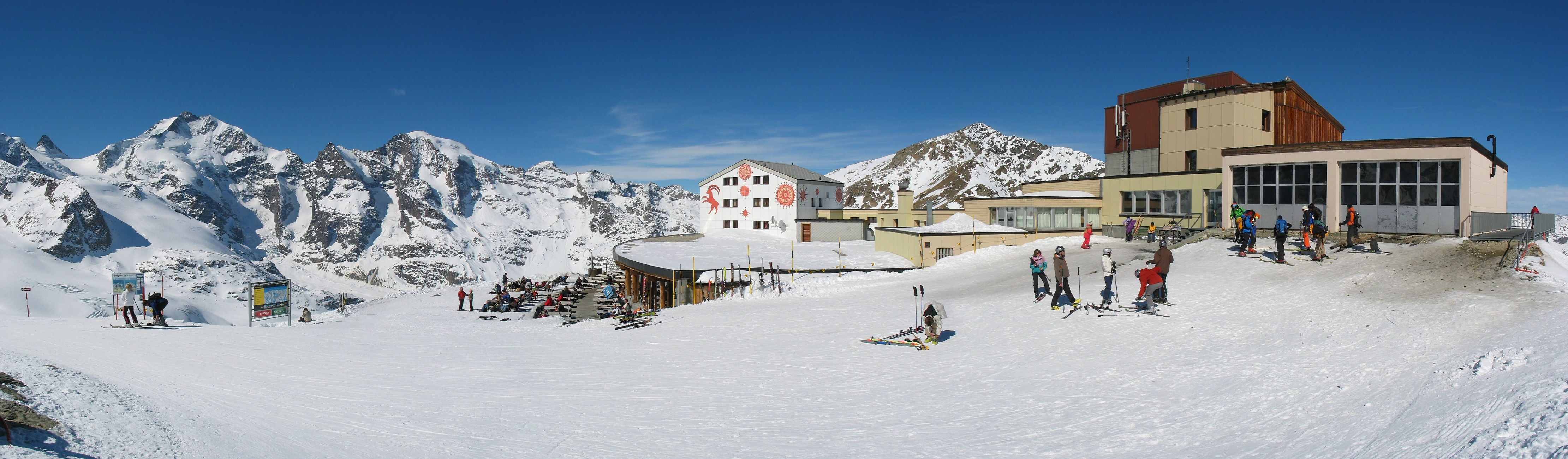
Rifugio Diavolezza

Skupina Bernina (Berninagruppe)

- Piz Bernina 4 049 m
- Piz Zupò 3 996 m
- Piz Scerscen 3 971 m
- Piz Argient 3 945 m
- Piz Roseg 3 937 m
- Bellavista 3 922 m
- Piz Palü 3 901 m
- Crast' Agüzza 3 854 m
- Piz Morteratsch 3 751 m
- Piz Cambrena 3 603 m
- Piz Glüschaint 3 594 m
- La Sella 3 584 m
- Piz Tschierva 3 546 m
- Piz Corvatsch 3 451 m

Skupina Bergell (Bregaglia)

- Monte Disgrazia 3 678 m
- Cima di Castello 3 392 m
- Piz Cengalo 3 370 m
- Cima di Rosso 3 366 m
- Monte Sissone 3 330 m
- Piz Badile 3 308 m
- Piz Bacun 3 244 m
- Piz Cassandra 3 226 m
- Piz Lingonico 3 032 m

## Horské chaty
Horské chaty v oblasti pohoří Bernina jsou následující.

### Itálie
Západní část (výchozí bod silnice směrem na Chiareggio)
- Rifugio Longoni
- Rifugio Entova (3 000 m)
- Bivacco Colombo (3 140m)

Centrální část (výchozí bod Campomoro)
- Rifugio Carate Brianza (2 636m)
- Rifugio Marinelli Bombardieri (2 813m)
- Bivacco Parravicini (3 183m)
- Rifugio Marco e Rosa (3 597m)

Východní část (výchozí bod silnice mezi kostelem v obci Valmalenco a obcí Campomoro)
- Rifugio Bignami (2 410m)
- Bivacco del Sasso Rosso (3 546m)

### Švýcarsko
Centrální část (výchozí bod Pontresina)
- Chamanna da Coaz (2 385m)
- Chamanna da Tschierva (2 573m)
- Chamanna da Boval (2 495m)

Východní část (výchozí bod stanice lanové dráhy Morteratsch)
- Chamanna da Boval (2 495m)
- Rifugio Diavolezza (2 973m)